# Kosen judo

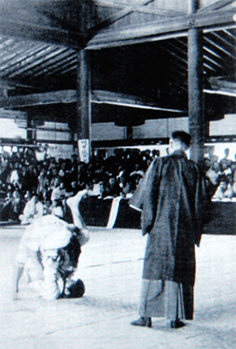
Kosen judo

Le Kosen judo (高專柔道 Kōsen jūdō) désigne une forme de judo se voyant appliquer des règles de compétitions différentes des règles dominantes du Kodokan et qui octroie une plus grande liberté dans la pratique du combat au sol dite ne-waza.
Le Kosen Judo s'est développé à la fin du XIXe siècle et durant la première moitié du XXe siècle dans les lycées techniques japonais kōtō senmon gakkō (高等専門学校) dont le mot kōsen (高專) est une abréviation. De nos jours, une pratique similaire du judo ayant perduré au sein des « sept universités impériales », le terme Kosen judo est également utilisé pour désigner les règles sportives qui s'appliquent au sein de ces universités ou plus généralement le style de judo qui s'y est développé. Il s'agit d'un style hautement spécialisé et orienté vers le combat au sol, dont se revendiquent parfois certains judokas experts en ne-waza.

## Règles
Les règles d’un combat de Kosen judo correspondent à un croisement entre un combat de judo et un combat de jiu-jitsu brésilien moderne. Tous les combats de Kosen judo commencent debout. Cependant, contrairement au judo actuel, le judoka kosen peut attirer son adversaire au sol en se laissant tomber sur le dos et les fesses. Cette technique est nommée hikkikomi en judo ou tirer la garde en jiu-jitsu brésilien. Une fois au sol, les étranglements et les clés articulaires sont autorisés. De plus, les clés de jambes aussi bien que les clés de bras sont autorisées.
Les rencontres n’ont aucune limite de temps et étaient généralement disputées sur un tatami de 20 × 20 mètres au total. Une zone de départ de 8 × 8 mètres était marquée sur le tatami, ainsi qu’une zone de danger qui se terminait à 16 × 16. Si un judoka sort de la zone de danger, le combat est recommencé, en garde, demi-garde ou contrôle latéral selon l’endroit ou le judoka ayant l’avantage se trouvait. Le match se gagne par soumission :
- clé articulaire ;
- strangulation de l’adversaire ;
- contrôle, immobilisation des quatre coins pour maintenir l’adversaire au sol.

Un contrôle des quatre coins ne peut être efficace que grâce à Tate-Shiho-Gatame, position où l’on contrôle l’adversaire en étant sur tout son corps[Quoi ?].

## Histoire
En 1898, les lycées techniques japonais kōtō senmon gakkō (高等専門学校) commencèrent à organiser des compétitions de judo puis mirent en place une compétition annuelle entre les différentes écoles, nommée Kosen Taikai (高專大会 Kōsen Taikai) qui dura de 1914 à 1944. Les étudiants Kosen faisaient partie de l'élite sociale de leur époque et étaient marqués par un fort esprit de compétition, non pour leur victoire personnelle mais pour celle de l'école pour laquelle ils se battaient. Pour cette raison, lors des affrontements par équipes contre une autre école, il était courant de ne pas abandonner même étranglé ou victime d'une clef articulaire.
Un match de Kosen judo ne pouvait être remporté que par ippon, autrement la nulle pouvait être déclarée par l'arbitre. Cette dernière possibilité pouvant avoir une incidence tactique sur le déroulement des matches par équipe, elle encouragea les Kosen judokas à approfondir leurs techniques au sol. En effet: 
- Il est plus facile d'obtenir un match nul au sol qu'en affrontant son adversaire debout.
- Il est plus rapide de transformer un étudiant, parfois judoka débutant, en compétiteur en lui apprenant à "tirer une garde" et à combattre au sol plutôt qu'en se concentrant sur les techniques debout, souvent longues à maitriser, et laissant le risque d'être balayé par un adversaire plus expérimenté en techniques de projection.

Les pratiquants se concentrèrent ainsi sur la pratique du judo ne waza et étudièrent en profondeur des techniques telles les attaques contre la position "en tortue", les retournements, les étranglements (en particulier sankaku jime), et les clefs articulaires incluant notamment les clefs de jambes.
Toutefois, le développement grandissant d'un Judo spécialisé avec un usage de plus en plus important de la garde tirée (hikkikomi) pour amener son adversaire au sol fit craindre que le Judo puisse devenir exclusivement une discipline de lutte au sol. Pour éviter cette possibilité, une réforme des règles du judo limitant la pratique du ne waza fut menée en 1925. Il fut notamment décidé qu'un match devait commencer debout et que tirer plus de trois fois la garde de son adversaire signifiait la victoire de ce dernier. Cependant, Jigoro Kano autorisa les écoles Kosen à maintenir leurs compétitions avec des règles dérogatoires.
Il le fit pour différentes raisons:
- Peu de judoka pratiquaient uniquement le newaza.
- Il désirait qu’il y ait des spécialistes du newaza dans le judo.
- Il n’arrivait à se convaincre que la pratique unique du newaza était une chose mauvaise en soi.
- Les judokas kosen pratiquaient aussi le Tachiwaza malgré l’emphase qu’il mettaient sur le newaza.
- Il pensait que le newaza était si efficace et facile à apprendre que l’emphase devait être porté sur le tachiwaza afin de créer l’harmonie dans la qualité de ces deux connaissances.
- Les nouvelles règles étaient conçues comme un moyen de mettre l’accent sur le tachiwaza tout en maintenant le newaza.

Après la Seconde guerre mondiale, toute forme d'art martial fut interdite au Japon par l'occupant américain et le judo scolaire banni jusqu'en 1950. La fin des compétitions de Kosen judo dans son cadre scolaire d'origine lui fit perdre facto l'importance qui lui restait dans la pratique du judo. Toutefois, le Kosen Judo subsiste dans les "Sept universités impériales" (Tokyo, Kyoto, Tohoku, Kyushu, Hokkaido, Osaka, Nagoya) qui ont adopté ses règles et participent depuis 1952 à un tournoi annuel inter-universités connu sous le nom de Nanatei Jūdō ou Shichitei Jūdō (七帝柔道).

## Pratiquants renommés de Kōsen Jūdō
Parmi les maîtres en Kosen judo, on compte notamment:
- Masahiko Kimura (1917-1996), multiple champion national.
- Matsumura Shigeya (décédé en 2016[4]).
- Kosaka Mitsunosuke (1906-1998).
- Hirata Kanae (décédé en 1998).
- Katsuhiko Kashiwazaki, également champion du monde de judo en 1981.
- Yuki Nakai, élève d'Hirata Kanae et première ceinture noire de jiujitsu brésilien au Japon[5].
- Koji Komuro, élève d'Hirata Kanae[1] et également champion du monde vétéran de judo[6].